# Austin 15/20
 La 15/20 è un'autovettura prodotta dall'Austin nel 1906 e dal 1913 al 1914. A dispetto del nome identico, le vetture fabbricate nei due periodi erano due modelli con caratteristiche distinte.

## La 15/20 prodotta nel 1906
La 15/20 fu la prima autovettura prodotta dall'Austin. Herbert Austin, fondatore dell'omonima casa automobilistica, lavorò in precedenza per la Wolseley, dove iniziò a maturare le idee per la costruzione del primo modello prodotto dalla casa automobilistica da lui avviata. La 15/20 possedeva, però, nella sua denominazione, il nome completo Herbert Austin. La prima vettura prodotta con il nome Austin fu, infatti, la 25/30, che venne lanciata sul mercato lo stesso anno della 15/20, nel 1906.
La 15/20 aveva installato un motore a quattro cilindri in linea e valvole laterali, che possedeva un alesaggio di 105 mm ed una corsa di 127 mm. La cilindrata era di 4.399 cm³. La carrozzeria, di passo 2.972 mm, era torpedo a due posti. Il telaio pesava 864 kg.
A questa serie del modello succedette l'Austin 18/24.

## La 15/20 prodotta dal 1913 al 1914
Nel 1913 fu lanciato un nuovo modello che era denominato 15/20. Possedeva un motore che derivava da quello a quattro cilindri in linea dell'Austin 15. Di questo propulsore venne mantenuto l'alesaggio di 89 mm, che fu combinato con la corsa di 127 mm e l'albero motore di un propulsore Austin più grande. Il risultato fu una cilindrata di 3.161  con una potenza di 28 CV. Tale motore venne utilizzato anche dalla Aberdonia per le proprie vetture. 
La carrozzeria era torpedo quattro posti, ed era disponibile con due passi, 2.845 e 3.200 mm, i quali corrispondevano ad una lunghezza, rispettivamente, di 3.988 e 4.191 mm. Il modello si collocava a metà della gamma offerta dall'Austin.
Con l'inizio della prima guerra mondiale, la produzione si interruppe senza il lancio sul mercato di nessun modello successore.